# Нитритно-посолочная смесь

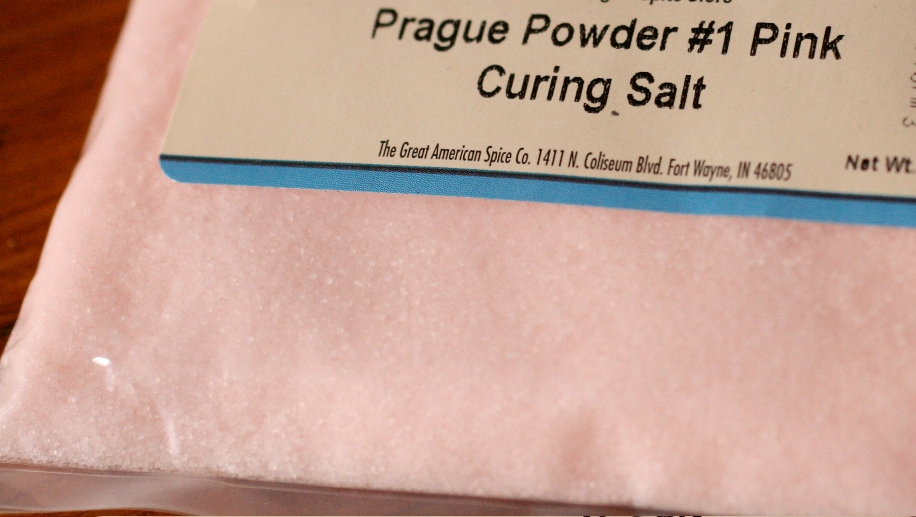
Нитритная соль в пакете

Нитритно-посо́лочная смесь, нитритная соль, пеклосоль — консервант, используется в мясоперерабатывающей промышленности для посола мясного сырья. Представляет собой смесь поваренной соли с небольшим количеством нитрита натрия и применяется в двух целях: как антибактериальный агент, препятствующий росту и жизнедеятельности гнилостных бактерий, и антиокислитель. 
При введении рассола в мясо или погружении мяса в рассол происходит диффузия — процесс перераспределения соли, воды и растворимых веществ. Проникая в мышечную ткань, раствор поваренной соли вытесняет из неё часть воды, при этом выделяются экстрактивные вещества и растворимые белки. Накапливаемая в тканях соль предотвращает развитие микрофлоры. Вследствие окисления красящих веществ мяса оно приобретает серовато-коричневую окраску: пигмент мяса миоглобин и крови гемоглобин переходят в метмиоглобин и метгемоглобин. Нитрит натрия при посоле необходим для того, чтобы сохранить розово-красный цвет солёного продукта. Окись азота, продукт восстановления нитрита, в реакции с миоглобином мяса образует азоксимиоглобин, имеющий ярко-красную окраску. Стойкость окрашивания обеспечивают добавленные в нитритно-посолочную смесь аскорбиновая кислота или её соль, аскорбинат натрия.
По гигиеническим нормам СССР засолка мяса допускалась только мокрым способом в дозе: для баранины, говядины и конины 0,1 % от массы рассола, для свинины — 0,06—0,08 %, для колбасных изделий — 0,005 % от массы измельчённого мяса.
Первый завод по производству готовой нитритно-посолочной смеси в России открыла компания «Соль Руси» в конце 2016 года в деревне Виллози Ленинградской области.